# Steven Davis
Ne doit pas être confondu avec Davis Steven.
Steven Davis, né le 1er janvier 1985 à Ballymena, est un footballeur international nord-irlandais qui évolue au poste de milieu de terrain.

## Carrière en club

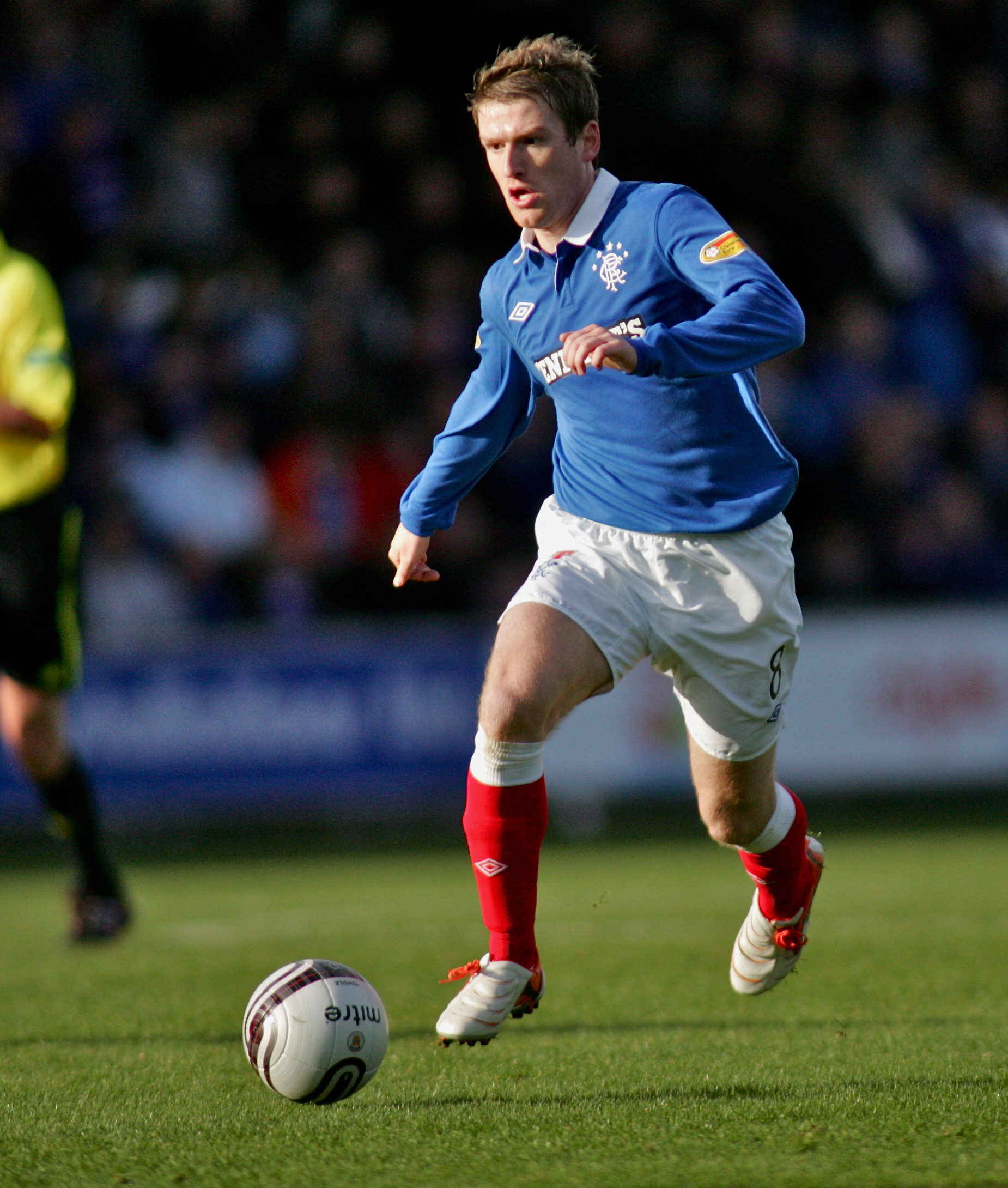
Steven Davis aux Rangers en 2010

### Aston Villa
Davis commence sa carrière avec le club anglais d'Aston Villa. Il fait partie de l'équipe de jeunes du club qui remporte la FA Youth Cup (sorte de Coupe Gambardella) avec une victoire 4-2 en finale contre Everton.
Il dispute son premier match professionnel le 18 septembre 2004, lors d'une rencontre de Championnat d'Angleterre de football contre Norwich City. À cette occasion, il entre sur le terrain à la 57e minute en remplacement de Nolberto Solano.
Il devient progressivement un joueur important de l'équipe première jusqu'à ne manquer qu'une seule rencontre de championnat lors de la saison 2005-2006. À la fin de cette saison, il reçoit à la fois la récompense de « jeune joueur de l'année » et de « joueur de l'année » de la part des supporteurs d'Aston Villa. Son entraîneur national, Lawrie Sanchez, déclare alors que Steven Davis pourrait être « un nouveau Frank Lampard ».

### Fulham
Lors de la saison 2006-2007, des rumeurs de départ commencent à circuler au sujet de Steven Davis. Ces rumeurs sont effectivement fondées car Davis suit son coéquipier Aaron Hughes à Fulham le 5 juillet 2007, pour un transfert d'un montant de 4 millions de £ (soit environ 5,250 millions d'€).
Il fait ses débuts sous son nouveau maillot lors d'un match contre Arsenal le 12 août 2007 et il est un membre régulier de l'équipe première jusqu'au départ du manager de l'époque, Lawrie Sanchez.
Le 31 janvier 2008, Davis signe un prêt d'une période de six mois en faveur du club qu'il supportait lorsqu'il était enfant, les Glasgow Rangers.

### Glasgow Rangers
Davis porte pour la première fois le maillot des Glasgow Rangers lors d'un match de Coupe UEFA contre l'équipe grecque du Panathinaïkos, le 13 février 2008 (0-0). Il marque son premier but à l'occasion d'un match européen, contre le Werder Brême (victoire 2-0).
Le 16 mars 2008, Davis est l'un des trois joueurs des Rangers à inscrire son tir au but lors de la séance ultime contre Dundee United ce qui permet à son équipe de remporter la Coupe de la Ligue écossaise. Il joue aussi l'intégralité la finale de la Coupe UEFA 2007-2008, perdue contre l'équipe russe du Zénith Saint-Pétersbourg (0-2). Lors de la finale de la Coupe d'Écosse 2008, Davis entre en cours de jeu, à la 75e minute, en remplacement de DaMarcus Beasley (victoire 3-2 contre Queen of the South).
Le 21 août 2008, les Rangers décident d'acheter définitivement Davis à Fulham, contre 3 millions de £ (soit environ 3,740 millions d'€).
Il célèbre ensuite la naissance de son premier enfant, Cloe, en marquant son premier but pour les Rangers contre Motherwell.

### Southampton
Le 6 juillet 2012 Davis signe un contrat de trois ans avec les Saints promus en Premier League.
Il marque son premier but en Premier League avec les Saints dès la première journée de Premier League cinq minutes après être entré en jeu contre Manchester City.
Le 30 juillet 2015, il fait ses débuts européens pour les Saints lors d'un match contre le Vitesse Arnhem (victoire 3-0).

### Retour aux Rangers
Le 6 janvier 2019, Davis est prêté au Rangers FC jusqu'à la fin de la saison.
Le 25 janvier 2024, il annonce sa retraite avec effet immédiat après quasiment 20 ans de carrière professionnelle. 

## Carrière internationale
Davis connait sa première sélection internationale pour l'Irlande du Nord le 9 février 2005 pour une défaite 1-0 contre le Canada. Il marque son premier but lors d'un match contre le Pays de Galles pour une défaite 2-3, le 8 octobre 2005, à Belfast.
Le 21 mai 2006, il porte pour la première fois le brassard de capitaine, devenant ainsi le plus jeune nord-irlandais de l'ère moderne à assumer le capitanat de l'équipe nationale, lors d'un match contre l'Uruguay (défaite 0-1).
Le 8 octobre, il porte le brassard de capitaine et marque deux buts lors d'un match contre le Grèce. Le match se termine sur le score de 3-1 en faveur de l'Irlande du Nord et l'équipe se qualifie pour l'Euro 2016.

## Palmarès

### En club
- Champion d'Écosse en 2009, 2010, 2011 et 2021 avec les Glasgow Rangers
- Vainqueur de la Coupe d'Écosse en 2008, 2009 et 2022 avec les Glasgow Rangers
- Vainqueur de la Coupe de la Ligue écossaise en 2008, 2010 et 2011 avec les Glasgow Rangers
- Finaliste de la Coupe de l'UEFA en 2008 avec les Glasgow Rangers
- Finaliste de la Ligue Europa en 2022 avec les Glasgow Rangers
- Finaliste de la League Cup en 2017 avec Southampton
- Vainqueur de la Coupe de la Ligue écossaise en 2024 avec les Glasgow Rangers

### En équipe d'Irlande du Nord
- 138 sélections et 13 buts depuis 2005
- Participation au Championnat d'Europe des nations en 2016 (1/8 de finaliste)

### Distinctions individuelles
- Membre de l'équipe-type de Scottish Premier League en 2009, 2010, 2012 et 2021
- Élu meilleur joueur PFA de Scottish Premier League en 2010[11]
- Élu meilleur joueur SFWA de Scottish Premier League en 2021
- Intronisé au Hall of Fame du Rangers Football Club en 2023.